# Tomaž Dimnik
Tomaž Dimnik, slovenski tolkalist.
Dimnik deluje kot bobnar glasbene skupine Niet.